# 黄锦 (明朝宦官)
黄锦（—1567年），字尚纲，别号麓山，河南洛阳龙虎滩（今偃师市首阳山街道龙虎滩村）人。嘉靖时期的尚膳监、司设监、内官监太监，掌司礼监事兼总督东厂。嘉靖帝对他非常信用，常以“黄伴”称呼。

## 生平
正德元年（1506年），选入宫廷。
正德年间，为兴王府朱厚熜伴读。
正德十六年（1521年），内阁首辅杨廷和拥护朱厚熜入京继承帝位，担任御用监太监。
嘉靖初年，担任尚膳监太监。
嘉靖二十四年（1545年），为司礼监秉笔太监。
嘉靖三十二年（1553年），司礼监掌印太监兼任东厂提督太监。
嘉靖三十四年（1555年），主持重修白马寺。
嘉靖三十八年（1559年），回乡省亲，捐资修建“黄公广济桥”。
嘉靖四十五年（1566年），朱厚熜病逝，迎奉朱载坖继位。
隆庆元年（1567年），去世。

## 亲属
- 黄信（曾祖父）
- 黄玘（祖父）
- 黄政（父）
- 黄绣（弟）——锦衣卫千户